# Sarothrura lugens
Sarothrura lugens е вид птица от семейство Sarothruridae.

## Разпространение
Видът е разпространен в Ангола, Габон, Замбия, Камерун, Демократична република Конго, Руанда и Танзания.